# Unai Aberasturi
Unai Aberasturi Gorriño (Bilbao, Vizcaya, 1978) es un jurista, administrativista y profesor universitario español, actual presidente de la Autoridad Vasca de Protección de Datos (AVPD).

## Biografía
Se licenció en Derecho en la Universidad del País Vasco (UPV/EHU). Se doctoró en la Universidad del País Vasco en 2011 con la tesis “Los principios de la protección de datos aplicados en la sanidad” dirigida por Iñaki Lasagabaster, que giraba en torno a la LOPDCP de 1999, que obtuvo la calificación de sobresaliente cum laude y fue galardonada con el premio extraordinario de doctorado del año 2011.

### Trayectoria profesional
Desde el año 2008 es profesor universitario de Derecho administrativo en la UPV/EHU. También es miembro del Centro Interdisciplinar de Estudios Jurídicos de la UPV/EHU, junto con otros miembros como Iñaki Lasagabaster, Iñigo Urrutia o José Ignacio Cubero.
En el año 2017 recibió el Premio de la Autoridad Vasca de Protección de Datos (AVPD) por su investigación en el campo de la protección de datos.
En el año 2023, fue nombrado presidente de la Autoridad Vasca de Protección de Datos (AVPD) por el Gobierno Vasco, sucediendo a Margarita Uría. Fue designado por Decreto 101/2023, de 4 de julio, de la Presidencia del Gobierno Vasco.
También es miembro del Consejo Consultivo de la Agencia Española de Protección de Datos (AEPD), órgano asesor de la agencia.

## Publicaciones

### Libros
- La protección de datos en la sanidad, Editorial Aranzadi-Thomson Reuters, 2013.
- Izaera Pertsonaleko Datuen Babesa Administrazio Elektronikoaren Eremuan, LETE, 2012.

### Artículos doctrinales (selección)
- "Derecho a ser olvidado en Internet y medios de comunicación digitales. A propósito de la Sentencia del Tribunal Supremo de 15 de octubre de 2015", Revista española de derecho administrativo, 2016.
- "La protección de los datos de carácter personal en el nuevo sistema de dispensación de medicamentos previsto en el RDL 16/2012", Revista española de derecho administrativo, 2012.
- "Movimiento internacional de datos: especial referencia a la transferencia internacional de datos sanitarios", Revista de administración pública, 2011.
- "Protección de los datos personales en las comunicaciones electrónicas: especial referencia a la Ley 25/2007, sobre conservación de datos", Revista española de derecho constitucional, 2008.
- "Reflexiones en torno a la protección de los datos personales en las comunicaciones electrónicas", Revista Vasca de Administración Pública, 2007.

## Premios y reconocimientos
- 2017, Premio de la Autoridad Vasca de Protección de Datos (AVPD).[12]
- 2011, Premio Extraordinario de Doctorado.